# Chrztowo
Chrztowo is een plaats in het Poolse district  Kościerski, woiwodschap Pommeren. De plaats maakt deel uit van de gemeente Liniewo en telt 80 inwoners.